# Sanoach

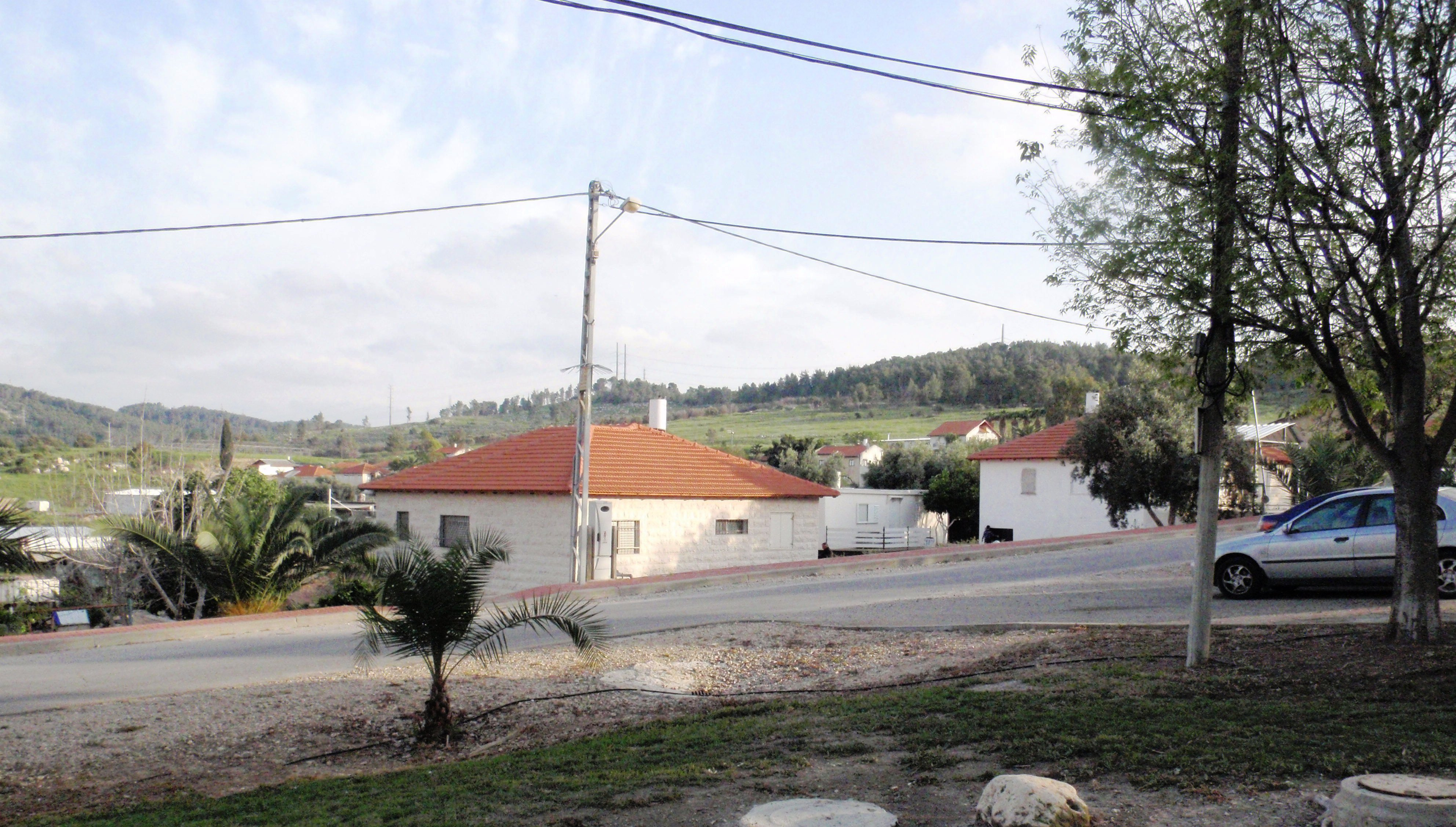
Blick auf Sanoach, 2010

Sanoach (hebräisch זָנוֹחַ Sanōach, englisch Zanoah) ist ein israelischer Moschav in der Regionalverwaltung Matteh Jehudah im Bezirk Jerusalem. Der Ort liegt in der Nähe der Stadt Bet Schemesch und hat 506 Einwohner (Stand 2018).

## Geschichte
Der Moschaw wurde 1950 von jüdischen Jemeniten gegründet, die in den Jahren 1949 und 1950 unter dem Decknamen Operation fliegender Teppich nach Israel ausgeflogen wurden. Die Siedlung wurde nach der biblischen Stadt Sanoach (Josua 15,34  und 15,56 , Nehemia 3,13  wie 11,30 ) benannt, deren Ruinen sich auf einem Hügel des Judäischen Berglandes im Süden des Moschavs befinden.